# Art Farmer

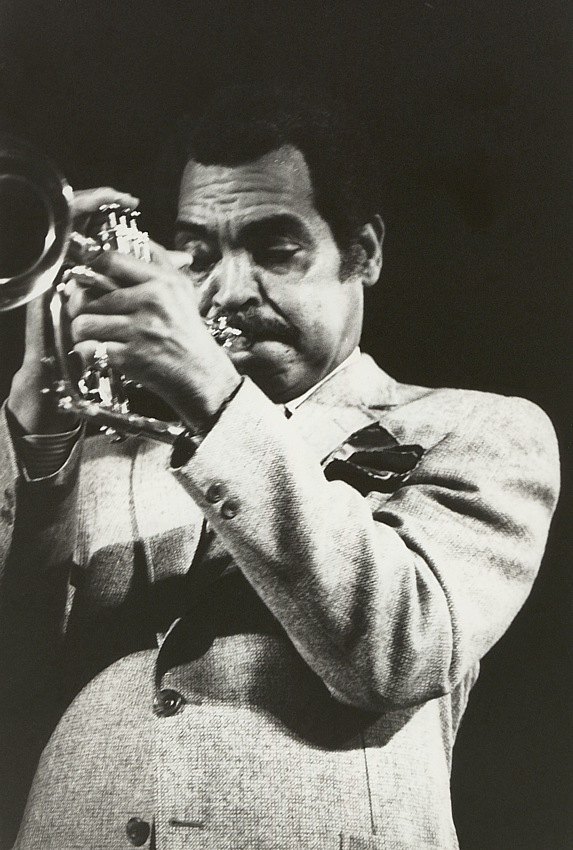
Art Farmer

Arthur Stewart (Art) Farmer (Council Bluffs, 21 augustus 1928 - New York, 4 oktober 1999) was een Amerikaans jazztrompettist en -bugelist.

## Leven en werk

### Eerste jaren
Art Farmer, wiens in 1963 overleden tweelingbroer, Addison een bekende bassist was, groeide op in Phoenix (Arizona) en leerde aanvankelijk viool en piano spelen. Trompet en sousafoon speelde hij eerst alleen bij plechtige gelegenheden (vlaghijsen) en in een marching band. Op zijn 15e jaar begon hij trompet te spelen in een dansorkest. Farmer verhuisde met zijn broer naar Los Angeles, waar hij de jazzscene leerde kennen en speelde in de Jump Band van Horace Henderson en Floyd Ray. Daarnaast ging hij met Johnny Otis op tour.
Met de band van Otis kwam hij in 1947 voor de eerste keer naar New York. Hij speelde als freelance muzikant met Clifford Brown, Lester Young en anderen. Daarnaast studeerde hij bij Maurice Grupp. In 1948 speelde hij in Kansas City in de band van Jay McShann, keerde daarna terug naar Los Angeles en speelde in de Bands van Benny Carter, Gerald Wilson, Roy Porter en Dexter Gordon. In januari 1952 maakte hij zijn eerste opnamen met Wardell Gray voor het Prestige Label. Daarbij werd ook Farmer's compositie Farmer's Market opgenomen.
In 1953 werd hij lid van de big band van Lionel Hampton en ging daarmee op tournee. Dit was tevens het jaar van zijn eerste opnamesessie voor Prestige, die resulteerde in de 10-Inch LP Work of Art met arrangementen van Quincy Jones, die ook als pianist meespeelde.

### De Hardbopperiode
Hierna vormde Farmer van 1954 tot medio 1956 een band met saxofonist Gigi Gryce. Later speelde hij ook met Coleman Hawkins, Thelonious Monk, Charles Mingus, Art Blakey/Horace silver' s Jazz Messengers, Quincy Jones, en in 1958 met het kwartet van Gerry Mulligan. Met hem leverde hij een bijdrage aan de filmmuziek van I want to live en The Subterraneans (1958). Op hetzelfde moment werkte hij ook in experimentele jazzrichtingen, bijvoorbeeld met Teddy Charles, Teo Macero, en George Russell, wat hem de reputatie opleverde alles te kunnen spelen. In de jaren ' 60 verwierf het in 1959 door hem en saxofonist Benny Golson opgerichte Jazztet met o.a. Curtis Fuller en McCoy Tyner een legendarische status. Na de ontbinding leidde hij verschillende kwartetten, onder anderen met Jim Hall (tot 1964), met wie hij in 1963 het album Live at the Half Note had opgenomen. Daarna werkte hij samen met Steve Swallow, Steve Kuhn, Ron Carter en wisselende drummers.

### De jaren in Europa
In 1966 bracht Farmer voor het eerst een half jaar in Europa door. Hij zag het toenemende belang van de Europese jazz. Terug in de VS in 1966/67 vormde hij een formatie met Jimmy Heath. Hij toerde een aantal jaren door Europa en verhuisde uiteindelijk in 1968 naar Wenen, waar hij werkte met het Österreichische Rundfunkorchester en het sextet van Erich Kleinschuster. Naast jazz speelde hij barokke en klassieke trompetconcerten, bijvoorbeeld als solist in Bachs Brandenburgse concerten of Haydns trompetconcert. In dezelfde periode werkte hij samen met Kenny Clarke/Francy Boland Big Band en het Fritz Pauer Trio. 
Hij bleef tien jaar lang in Wenen en werd lid van de ORF-Big Band, maar hij ondernam daarnaast verschillende reizen naar de Verenigde Staten. Zo trad hij op tijdens het Newport Jazz festival in 1973 en 1974 en vormde hij in 1976 een kortstondige formatie met Art Pepper, Hampton Hawes, Ray Brown en Shelly Manne (Album On the Road). Daarnaast nam hij platen op met sidemen zoals Yusef Lateef, Jeremy Steig, Joe Henderson en Jim Hall.
Van 1974 tot aan zijn dood in 1999 verscheen hij regelmatig in de Weense club Jazzland, eerst vooral met verschillende lokale ensembles en vervolgens vele jaren met zijn eigen Europese kwintet. Met deze formatie ontstond in 1981 het album Foolish Memories. 
In de jaren 1980 was er een revival van Jazztet met Curtis Fuller en Benny Golson, met wie verschillende albums werden opgenomen. Daarnaast vormde hij een kwintet, waarin lange tijd saxofonist Clifford Jordan speelde. Met hem werden prijswinnende albums als Blame It On My Youth (1988) opgenomen. Hiermee toonde Farmer zich op latere leeftijd een ballads-kunstenaar.
Tot zijn langjarige muziekpartners kunnen Gerry Mulligan, Slide Hampton, Ron Carter, Jim Hall, Jerome Richardson, Wynton Marsalis, Geoff Keezer, Annie Ross en Lewis Nash gerekend worden. Hoewel hij (ten onrechte) lang als bigbandmuzikant werd geafficheerd, nam Farmer meer dan 50 albums onder eigen naam op. In 1994 ontving hij het Goldene Verdienstzeichen des Landes Wien.

## Discografie (selectie)
- 1953: Art Farmer Septet (Prestige) met Charlie Rouse, Jimmy Cleveland, Quincy Jones p&arr, Horace Silver, Percy Heath, Monk Montgomery, Art Taylor
- 1955: When Farmer Meets Gryce (Prestige/OJC, 1954/55) met Gigi Gryce, Horace Silver, Percy Heath, Kenny Clarke
- 1955: The Art Farmer Quintet (Prestige/OJC, 1955) met Gigi Gryce,
- 1956: 2 Trumpets met Donald Byrd, Barry Harris, Jackie McLean, Doug Watkins, Art Taylor
- 1956: Farmer's Market (Prestige) met Hank Mobley, Kenny Drew, Addison Farmer, Elvin Jones,
- 1958: Cool Struttin’ (Blue Note, 1958) met Sonny Clark
- 1958: Modern Art (Blue Note) met Benny Golson, Bill Evans
- 1958: Portrait of Art Farmer (Contemporary Records) met Hank Jones, Addison Farmer, Roy Haynes
- 1959: Brass Shout! (United Artists) met Lee Morgan, Jimmy Cleveland, Curtis Fuller, Julius Watkins, Bobby Timmons, Percy Heath, Philly Joe Jones, Elvin Jones u. a., arrangiert von Benny Golson
- 1959: The Aztec Suite (United Artists) met Jimmy Cleveland, Zoot Sims, Seldon Powell, Hank Jones, Addison Farmer, Charlie Persip, Chico O’Farrill arr, Al Cohn conductor
- 1960: Meet the Jazztet (Argo) met Benny Golson, Curtis Fuller, McCoy Tyner, Addison Farmer, Lex Humphries
- 1960: Out of the Past (Chess, 1960/61) met Tommy Flanagan, Harold Mabern
- 1962: Listen to Art Farmer and the Orchestra (Mercury) met Clark Terry, Jimmy Cleveland, Phil Woods, Tommy Flanagan, Jim Hall u. a., arranged und conducted by Oliver Nelson
- 1963: Live at the Half Note (Atlantic) met Jim Hall
- 1964: To Sweden with Love (Atlantic) met Jim Hall, Steve Swallow & Pete LaRoca
- 1975: To Duke with Love (East Wind - Japan) met Cedar Walton, Sam Jones, Billy Higgins
- 1981: Manhattan (Soul Note) met Sahib Shibab, Kenny Drew, Mads Vinding, Ed Thigpen
- 1983: Maiden Voyage (Interface - Japan) met Ron Carter, Jack DeJohnette und Masahiko Satō with Strings
- 1987: Something to Live For (Contemporary) met Clifford Jordan, Rufus Reid, Marvin Smitty Smith
- 1988: Blame It on My Youth (Contemporary) mie Clifford Jordan, Rufus Reid, Victor Lewis
- 1989: Ph. D. (Contemporary) met Clifford Jordan, Rufus Reid, Marvin Smitty Smith, Kenny Burrell
- 1998: Live at Jazzland - Wien (Koch Jazz) met Harry Sokal, Fritz Pauer, Paulo Cardoso, Mario Gonzi

## Verzamelaar
- The Complete Argo/Mercury Art Farmer/Benny Golson Jazztet Sessions (1960-1962) - (Mosaic 2004) - 7 CDs met Curtis Fuller, McCoy Tyner, Addison Farmer, Lex Humphries, Tom McIntosh, Cedar Walton, Tommy Williams b, Tootie Heath, Tommy Flanagan, Freddie Hubbard, Sahib Shihab, Nick Travis, Bill Elton tb, Willie Ruff, Hal McKusick, Sol Schlinger bs, Bernie Glow, John Lewis arr, Harold Mabern, Roy McCurdy, Grachan Moncur III, Herbie Lewis, Rolf Ericson, Ernie Royal, Clark Terry, Snooky Young, Jimmy Cleveland, Urbie Green, Phil Woods, Jim Hall, George Duvivier, Charlie Persip, Ray Barretto, Oliver Nelson arr, Wynton Kelly, Paul Chambers, Jimmy Cobb, Ron Carter, Arthur Taylor dm